# HHaA
HHaA é um pseudogene humano que se acredita ser responsável pelos pelos do corpo, semelhantes a peles. Nos seres humanos, o gene foi desativado, tornando-o um pseudogene, no entanto, há variação no grau de pelos corporais entre seres humanos e exemplos ocasionais foram encontrados em pessoas onde o gene é ativo, resultando em cabelos corporais muito espessos. Embora a mutação tenha sido datada para 240000 por Winter et al., ela também está presente nas sequências de Vindija Neandertal e Altai Denisovan. Portanto, a data deve ter mais de 700000 anos e possivelmente mais de um milhão de anos, considerando a data de divergência deste último. Dada a divergência dos piolhos pubianos e dos pelos da cabeça, a data da mutação pode ser tão antiga quanto 3,3 milhões de anos.